# Benowo
Benowo (niem. Benhoff) – wieś w Polsce położona w województwie pomorskim, w powiecie kwidzyńskim, w gminie Ryjewo przy skrzyżowaniu drogi wojewódzkiej nr 602 z drogą wojewódzką nr 606 w odległości 8 kilometrów od Sztumu. Benowo znajduje się ok. 4–5 km na południowy wschód od rozgałęzienia Wisły na Nogat i Leniwkę.
W latach 1954–1972 wieś należała i była siedzibą władz gromady Benowo. W latach 1975–1998 miejscowość administracyjnie należała do województwa elbląskiego.
Pierwsza wzmianka pochodzi z roku 1376. Był tu wtedy krzyżacki folwark domeralny, a także stacja pocztowa. W XVII wieku Benowo rozwinęło się w wieś.
W miejscowości urodził się niemiecki aktor filmowy i teatralny Horst Krause.

## Zabytki
Według rejestru zabytków NID na listę zabytków wpisane są:
- kościół pw. Najświętszego Serca Pana Jezusa, 1881–1886, nr rej.: A-1451 z 12.04.1994
- cmentarz przykościelny, nr rej.: j.w.

Neogotycki kościół z lat 1881–1886 przykryty jest rozbudowanym sklepieniem krzyżowo-żebrowym, wewnątrz znajduje się gotycka chrzcielnica. 
Na północ od wsi, przy drodze do Białej Góry, widać pozostałości umocnień ziemnych po szwedzkim obozie warownym z szańcami w kształcie dużego, regularnego czworoboku. W latach 2002–2004 dr Adam Chęć z Uniwersytetu Mikołaja Kopernika prowadził tutaj wykopaliska archeologiczne.